# Lądowisko Żagań
Lądowisko Żagań - lądowisko wojskowe dla śmigłowców znajdujące się na terenie Ośrodka Szkolenia Poligonowego Wojsk Lądowych w Żaganiu.